# Casa Palau dels Vives
La Casa-Palau dels Vives de Canyamàs es troba als afores de la població de Benifairó de les Valls, a la sortida cap a Quart de les Valls i Quartell i enfront de l'església parroquial. Es tractava de la típica casa forta que servia de residència als titulars del senyoriu, i va ser manada construir per Joan Lluís Vives de Canyamàs al començament del segle xvii, quan, després de ser ambaixador de  Felip III a Gènova, va encarregar l'arquitecte Itàlia Andrea Lurago i altres artistes del mateix país la construcció d'un palau en l'estil dels genovesos.

## Història
L'antiga alqueria musulmana de Benifairó es va integrar, després de la Reconquesta, al terme general de Morvedre (Sagunt). Se'n va separar només a partir de la concessió del títol de Baró de Benifairó a la família Vives de Canyamàs el 1471. La construcció del Palau senyorial existent data de la primera dècada del segle xvii. El Palau de Benifairó dels Valls va tenir gran importància. Es tractava d'una edificació de planta quadrada, amb pati central i torres als quatre cantons. Avui només se'n conserva la torre nord-est, mutilada en la seva part superior, i part de l'ala nord, amb la façana que dona al jardí. A l'arxiu de la ciutat italiana de Gènova es conserven importants documents i plànols dels encàrrecs efectuats per Joan Vives de Canyamàs, entre 1605 i 1615, a l'arquitecte genovès Andrea Lurango. És de propietat municipal i està catalogat com a Bé d'Interès Cultural.

## Descripció
Es tracta d'una típica casa forta que servia de residència als titulars del senyoriu. Va ser manada edificar per Joan Lluís Vives de Canyamàs al començament del segle xvii, quan, després de ser ambaixador de Felip III de Castella a Gènova, en va encarregar la construcció a l'arquitecte italià Andrea Lurago i a altres artistes de l'esmentat país, important, igualment, nombrosos materials d'Itàlia per a edificar la casa i el que van haver de ser notables jardins. Projectat com un palau «a l'ús de Gènova» amb arcades de mig punt, falses finestres, decoració amb pedra picada i marbres importats d'Itàlia. El jardí comptava amb estàtues i fonts de marbre de Carrara. Les restes que avui es poden visitar encara recorden l'esplendor del projecte original. Encara es poden observar part de les arcades i pilastres adossades als murs, el que fan del conjunt un dels pocs exemples d'arquitectura civil del renaixement que es conserven a la Comunitat Valenciana. Actualment és la seu de la casa de la cultura.